# Просперити
«Просперити» — советский черно-белый фильм режиссёра Юрия Желябужского, снят в 1932 году, выпущен в прокат 5 марта 1933 года.
Вторая роль Марины Ладыниной в кино. Именно в этой роли её заметил Иван Пырьев и пригласил для совместной работы над последующими совместными картинами.

## Сюжет
Фильм рассказывает о борьбе рабочего класса в США за улучшение условий труда между двумя мировыми войнами. Действие разворачивается в период «просперити» — кратковременного экономического подъёма в США после Первой мировой войны. Оппортунист от рабочих призывает к отказу от забастовки при условии согласия заводчика понизить оплату труда не на запланированные 10 %, а на 8 %, в это время радикально настроенный коммунист Аткинс выступает за продолжение борьбы. Выступления рабочих приводят в конечном итоге к финансовому краху, в том числе больно ударяет по прижимистому заводчику.

## Актёры
- Леонид Леонидов — Вернер Роске
- Александр Дорошенко — Дюрих
- Ирина Володко — Виола Трасси
- Андрей Абрикосов — Поль Аткинс, коммунист
- Леонид Леонидов — Вернер Роске
- Марина Ладынина — слепая цветочница
- Николай Рыбников
- Леонид Оболенский
- Анастасия Зуева — классная дама

## Съёмочная группа
- Режиссёр: Юрий Желябужский
- Сценаристы: Леонид Глазычев, Олег Леонидов
- Оператор: Георгий Бобров
- Композитор: Виктор Оранский
- Художники: Анатолий Арапов, Феликс Богуславский

## Интересные факты
В этом фильме Марина Ладынина, будучи 24 летней молодой актрисой, исполнила роль слепой цветочницы. И. Пырьев заметил её именно в этой роли и впоследствии пригласил для совместной работы.